# Silene armeria
A Silene armeria é uma planta de gênero Silene da família Caryophyllaceae. É natural do sul e leste da Europa Central e Turquia, foi introduzida em muitas outras partes do mundo. Em muitos países, incluindo a Polónia, é cultivada como planta ornamental.
A autoridade científica da espécie é L., tendo sido publicada em Species Plantarum 1: 420–421. 1753.